# مانويل ميخيا باييخو
مانويل ميخيا باييخو (بالإسبانية: Manuel Mejía Vallejo)‏ هو صحفي وكاتب وشاعر كولومبي، ولد في 23 أبريل 1923 في Jericó, Antioquia ‏ في كولومبيا، وتوفي في 23 يوليو 1998 في Retiro, Antioquia ‏ في كولومبيا.